# 动物项圈

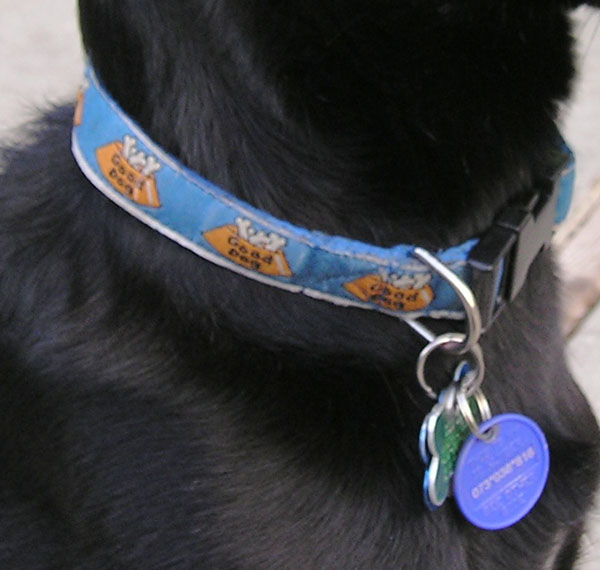
狗身上的项圈

动物项圈是戴在动物颈部上的一种類似圈的東西，动物项圈再配上繩索，人們就可以通過這些控制住動物。動物项圈一般由皮革、尼龙或金属制成。